# Флаг Келантана
Флаг Келантана — официальный символ малайзийского штата Келантан. Принят в 1924 году. На красном полотнище в центре расположены детали герба штата: белые полумесяц, звезда, две пики и два кинжала.

## История
С 1912 по 1923 годы флаг Келантана кардинально отличался от нынешнего. Он был белого цвета с синей каймой, находящейся у древкового, свободного и верхнего краёв. В центре флага находились синие стилизованные под кошку надписи на яванском языке. На хвосте кошки было написано «правительство Келантана», а на туловище выдержка из корана.
С 1928 по 1932 годы встречался вариант флага с более детально прорисованными элементами.

## Символика
Красный цвет символизирует честность народа и его доверие к власти. Пики и кинжалы — силу правителя и его святость. Полумесяц и звезда являются символами ислама.